# (20438) 1999 JP22
A (20438) 1999 JP22 a Naprendszer kisbolygóövében található aszteroida. A LINEAR projekt keretében fedezték fel 1999. május 10-én.